# Nils Magnus Höglund
Nils Magnus Höglund, född 17 mars 1801 i Stockholm, död där 21 februari 1856, var en svensk skeppsredare. Han var far till Otto Höglund.
Nils Höglund var son till sjömanshusvaktmästaren Nils Hansson Höglund. Han blev vid tretton års ålder fader- och moderlös, och var från 1813 handelslärling. Sina lediga stunder använde han till självstudier och skaffade sig stora kunskaper bland annat i språk. 1819 blev han kontorist hos grosshandlare Carl Fredrik Bohnstedt i Stockholm och vid dennes död 1838 bolagsman i den Bohnstedtska firman och fortsatte att driva dess rörelse i eget namn från 1851. Höglund ägde flera fartyg, som gick med trä och järn på Medelhavet och återvände med salt och vin. Han förvärvade en betydande förmögenhet och blev en stor förlagsgivare, bland annat åt flera bruk. Höglund var förespråkare för ett bättre ordnad bankväsen och en av tillskyndarna till Stockholms Enskilda Bank. Han var en av de främsta stockholmsgrossisterna på sin tid liksom också en av de ledande på Stockholms börs, var bankofullmäktig från 1847 och tillhörde borgerskapets femtio äldste från 1849.